# Światowy Dzień Nerek
Światowy Dzień Nerek (ang. World Kidney Day) – doroczna impreza promocyjno-oświatowa polegająca m.in. na przeprowadzaniu badań profilaktycznych nerek, happeningów, publicznych odczytów, konferencji prasowych oraz akcji edukacyjnych, które mają na celu podniesienie wśród ludzi świadomości znaczenia nerek oraz informowanie o tym, że choroby nerek są powszechne i jak można je leczyć. Dzień ten obchodzony jest w drugi czwartek marca.

## Organizacja
Światowy Dzień Nerek powstał z inicjatywy Międzynarodowego Towarzystwa Nefrologicznego i Międzynarodowej Federacji Fundacji Nerek i jest obchodzony od 2006 roku.
W Polsce koordynatorem obchodów Światowego Dnia Nerek jest Stowarzyszenie Nefrologia Polska, a do organizacji różnorodnych imprez i realizacji przedsięwzięć przyczyniają się Stowarzyszenie Uronef - Nasze Dzieci oraz Ogólnopolskie Stowarzyszenie Osób Dializowanych.